# Hirvensalmi
Hirvensalmi är en kommun i landskapet Södra Savolax i Finland. Hirvensalmi har 2 131 invånare och har en yta på 746,59 km². Grannkommuner är Joutsa, Kangasniemi, S:t Michel och Mäntyharju.
Hirvensalmi är enspråkigt finskt.

## Historia
Hirvensalmi var ett kapell i S:t Michels socken, blev en socken i början på 1800-talet  och en kommun 1865. 1 januari 1994 tillfördes ett område med 8 invånare från S:t Michels landskommun.

## Politik

### Mandatfördelning i Hirvensalmi kommun, valen 1976–2021
| 6 | 10 | 5 |

| 6 | 9 | 6 |

| 6 | 10 | 5 |

| 5 | 10 | 6 |

| 7 | 10 | 4 |

| 5 | 12 | 4 |

| 5 | 10 | 1 | 5 |

| 5 | 10 | 6 |

| 14 | 7 |

| 5 | 12 | 4 |

| 10 | 11 |

| 3 | 3 | 2 | 11 | 2 |

| 14 | 7 |

| 2 | 3 | 1 | 11 | 1 | 3 |

| 14 | 7 |

| 3 | 1 | 8 | 5 |

| 8 | 9 |

## Demografi

### Befolkningsutveckling
| Befolkningsutvecklingen i Hirvensalmi kommun 1975–2020                                                       | Befolkningsutvecklingen i Hirvensalmi kommun 1975–2020 | Befolkningsutvecklingen i Hirvensalmi kommun 1975–2020 | Befolkningsutvecklingen i Hirvensalmi kommun 1975–2020 | Befolkningsutvecklingen i Hirvensalmi kommun 1975–2020 |
| --- | ------------------------------------------------------ | ------------------------------------------------------ | ------------------------------------------------------ | ------------------------------------------------------ |
| |                                                        |                                                        |                                                        |                                                        |
| År |                                                        |                                                        | Folkmängd                                              |                                                        |
| 1975 | 1975                                                   |                                                        | 3 374                                                  |                                                        |
| 1980 | 1980                                                   |                                                        | 3 165                                                  |                                                        |
| 1985 | 1985                                                   |                                                        | 2 904                                                  |                                                        |
| 1990 | 1990                                                   |                                                        | 2 835                                                  |                                                        |
| 1995 | 1995                                                   |                                                        | 2 757                                                  |                                                        |
| 2000 | 2000                                                   |                                                        | 2 666                                                  |                                                        |
| 2005 | 2005                                                   |                                                        | 2 579                                                  |                                                        |
| 2010 | 2010                                                   |                                                        | 2 439                                                  |                                                        |
| 2015 | 2015                                                   |                                                        | 2 290                                                  |                                                        |
| 2020 | 2020                                                   |                                                        | 2 156                                                  |                                                        |
| Anm: Uppgifterna avser förhållandena den 31 december nämnda år enligt områdesindelningen den 1 januari 2022. |                                                        |                                                        |                                                        |                                                        |

### Språk
Befolkningen efter språk (modersmål) den 31 december 2022. Finska, svenska och samiska räknas som inhemska språk då de har officiell status i landet. Resten av språken räknas som främmande. För språk med färre än 10 talare är siffran dold av Statistikcentralen på grund av sekretesskäl.
| Språk                        | Talare 2022-12-31 | Talare 2022-12-31 |
| Språk                        | Antal             | Andel (%)         |
| ---------------------------- | ----------------- | ----------------- |
| Hela befolkningen            | 2 091             | 100,0             |
| Inhemska språk totalt        | 2 040             | 97,6              |
| Finska                       | 2 031             | 97,1              |
| Svenska                      | 9                 | 0,4               |
| Främmande språk totalt       | 51                | 2,4               |
| Arabiska                     | 15                | 0,7               |
| Swahili                      | 12                | 0,6               |
| Språk med färre än 10 talare | 24                | 1,1               |

|  | Finska (97,1 %) |

|  | Svenska (0,4 %) |

|  | Främmande språk (2,5 %) |

|  | Finska (97,1 %) |

|  | Svenska (0,4 %) |

|  | Främmande språk (2,5 %) |